# Équipe du Japon féminine de softball
Uniformes
L'équipe du Japon de softball féminin est l'équipe nationale qui représente le Japon dans les compétitions majeures de softball féminin : la Coupe du monde et les Championnats d'Asie. Elle est gérée par la Fédération japonaise de baseball et softball (FFBS).
L'équipe est notamment championne olympique en 2008 puis en 2020 lorsque le sport redevient olympique..

## Palmarès
Jeux olympiques
- 1996 : 4e
- 2000 :  2e
- 2004 :  3e
- 2008 :  1re
- 2020 :  1re